# Монтес, Педро
Педро Монтес Гонсалес (исп. Pedro Montes Gonzales; родился 14 апреля 1960) — боливийский шахтёр, профсоюзный и политический деятель левого толка. Исполнительный секретарь Боливийского рабочего центра с 2006 по 2012 год. Сенатор от Оруро в 2015—2020 годах от Движения к социализму.
Монтес родился в Катави и большую часть своей жизни проработал горняком на отраслевых комплексах в Оруро и Потоси. Начав свою деятельность в организованном рабочем движении в 1980-х годах, он постепенно поднялся по профсоюзной линии в Федерации профсоюзов рабочих горнорудной промышленности Боливии до исполнительного секретаря Рабочего центра департамента Оруро. В 2006 году он был избран председателем Боливийского рабочего центра — национального профсоюзного центра страны.
Будучи главой одного из самых влиятельных профсоюзов в стране, Монтес тесно сотрудничал с социалистической администрацией президента Эво Моралеса. Хотя этот союз принёс свои плоды в виде улучшения положения рабочих и других уступок от властей, Монтеса также критиковали за слишком умиротворительный курс по отношению к правительству, что привело к постепенной кооптации его организации в правящую партию, Движение к социализму. В 2014 году сам он был избран сенатором от этой партии.

## Ранние годы
Педро Монтес родился 14 апреля 1960 года в небольшом горнодобывающем поселке Катави, расположенном в сельских предгорьях Льяльягуа, части провинции Бустильо на севере Потоси. В богатом полезными ископаемыми, в том числе значительными месторождениями оловянной руды, регионе расположился один из крупнейших горнодобывающих комплексов в стране. Сын горняка Монтес вырос у этих шахт и с детства готовился к этой профессии; к 18 годам он начал подменять своего отца в качестве рабочего в горнодобывающей компании Катави. Свою трудовую деятельность он начал с низов внутренней иерархии шахты, работая оператором вагонетки, а затем стал часкири — посыльным и сборщиком инструментов.

## Профсоюзная деятельность

### Профсоюзная борьба
Монтес начал активно участвовать в рабочих профсоюзах Катави, и в 1984 году был избран представлять шахту Беза в качестве её делегата от профсоюзной секции. Его приход в этот сектор пришёлся на период подъёма горнодобывающего пролетариата, в разгар успешной борьбы за восстановление боливийской демократии, в которой рабочее движение было одним из главных действующих лиц. Монтес сам принимал участие в этих конфликтах, за что подвергался репрессиям со стороны военных диктатур.
После восстановления демократии Монтес продолжал играть активную роль в трудовых конфликтах, например, в борьбе за повышение минимальной заработной платы в 1985 году. С падением цен на олово в середине 1980-х годов влияние рабочего движения ослабло, и численность рабочей силы в горнодобывающей промышленности значительно сократилась. Монтес стал частью небольшого отряда рабочих, которые — вольно или нет — продолжали работать на шахтах после крах.
В 1988 году Монтес перешёл на рудник Уануни в Оруро, где начал пополнять ряды местных профсоюзов. К началу 1990-х годов он вошёл в состав руководства Федерации профсоюзов рабочих горнорудной промышленности Боливии, а позже был избран исполнительным секретарём Рабочего центра департамента Оруро. За это время его трижды увольняли из государственной Боливийской горнодобывающей корпорации, и он вернулся в неё только благодаря своим личным связям с влиятельными фигурами, такими как Оскар Салас.

### Боливийский рабочий центр

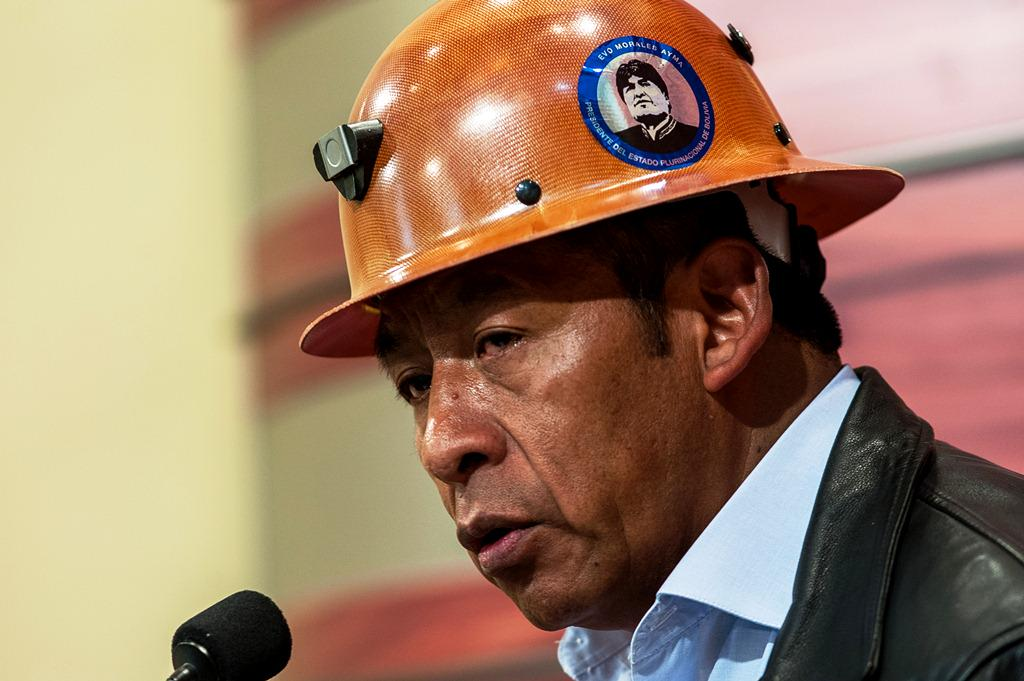
Будучи главой COB, Монтес подвергался критике за свою предполагаемую близость к правительству.

Монтес завершил свой профсоюзный подъем избранием исполнительным секретарем Боливийского рабочего центра (COB) на XIV Национальном съезде в июне 2006 года. Его приход к руководству национальным профцентром произошел в период слабости организации, которая в последние годы теряла влияние на возникающие крестьянские союзы и организованные социальные движения, связанные с партией Движение к социализму (MAS-IPSP), чей лидер Эво Моралес был избран президентом. MAS добивалось избрания своего представителя во главе COB, открывая возможности для внесения поправок в устав организации, которые позволили бы членство в ней объединений коренных народов и крестьян.
Хотя Монтес был непреклонен в своём утверждении, что COB сохранит свою политическую независимость от правительства, тем не менее, за время его пребывания в должности организация стала намного ближе к властям, чем при предыдущих лидерах. Так, в 2007 году, Монтес присоединился к Национальной координации перемен, политическому крылу MAS; в 2008 году он подписал альянс с организацией от имени COB, и к 2009 году большинство из сорока групп-членов организации входили в COB. Этот растущий альянс был заслугой не столько Монтеса, сколько Моралеса, администрация которого установила заметно более дружественное отношение к профсоюзам чем враждебная позиция предшествовавших неолиберальных правительств.
Тем не менее, при Монтесе COB играл заметно менее активную роль в протестах против действий властей. Лишь в мае 2010 года — впервые за почти пятилетку президентства Моралеса — организация предприняла шаги по объявлению всеобщей забастовки, вызванной недовольством недостаточностью повышения минимальной заработной платы. Даже тогда протест так и не был реализован, так как Монтес достиг соглашения с правительством, которое оставило в силе ранее объявленное повышение зарплат в обмен на снижение пенсионного возраста для шахтёров . Этот шаг вызвал недовольство более радикальных активистов рабочего движения, которые обвиняли секретаря профцентра в сдаже интересов других секторов трудящихся в пользу своего собственного. Некоторые призывали к его смещению; Мария Элена Сория из Федерации городских учителей Ла-Паса заявила, что Монтес «продался правящей партии телом и душой».
Что ещё важнее, сделка Монтеса вызвала разногласия в руководстве COB, несогласие с ней выразил его заместитель, генеральный секретарь Фелипе Мачака. К концу года Мачака и некоторые другие лидеры COB полностью порвали с Монтесом, которого они считали «раболепным» по отношению к MAS. «Педро Монтес сейчас защищает неолиберальную модель и оставил борьбу за… политическую независимость профсоюза», — заявил Мачака. Монтес, со своей стороны, частично признал свою близость к правительству: «Они могут называть меня проправительственным, но [по крайней мере] я не правый или фашист»; однако он опроверг более буквальные обвинения в свой адрес: «Обвинять [меня] в продажности, как если бы я когда-либо получал что-нибудь от правительства. Ни одного боливиано и ни одного цента — и это я могу сказать со всей своей честью и с высоко поднятой головой».
В последующие годы COB Монтеса пришлось догонять другие организации, начавшие самостоятельную мобилизацию трудящихся. Внутреннее и внешнее давление вынудило его перейти в наступление. Так было в 2010 году, когда он значительно решительней отстаивал требования рабочих, и стал более конфронтационным по отношению к правительству из-за спора о цене на природный газ. К 2011 году, накануне предстоящего национального съезда, Монтес призвал к массовой мобилизации, требуя повышения минимальной заработной платы для некоторых бюджетных работников. Хотя этот кризис привёл к отсрочке следующего съезда COB, что продлило срок полномочий Монтеса еще на год, последующие события обернулись не в его пользу. Когда COB наконец собрался в начале 2012 года, Монтес баллотировался на второй срок, но был неожиданно побеждён Хуаном Карлосом Трухильо, положив конец его пребыванию на посту исполнительного секретаря организации.

## Палата сенаторов

### Избрание

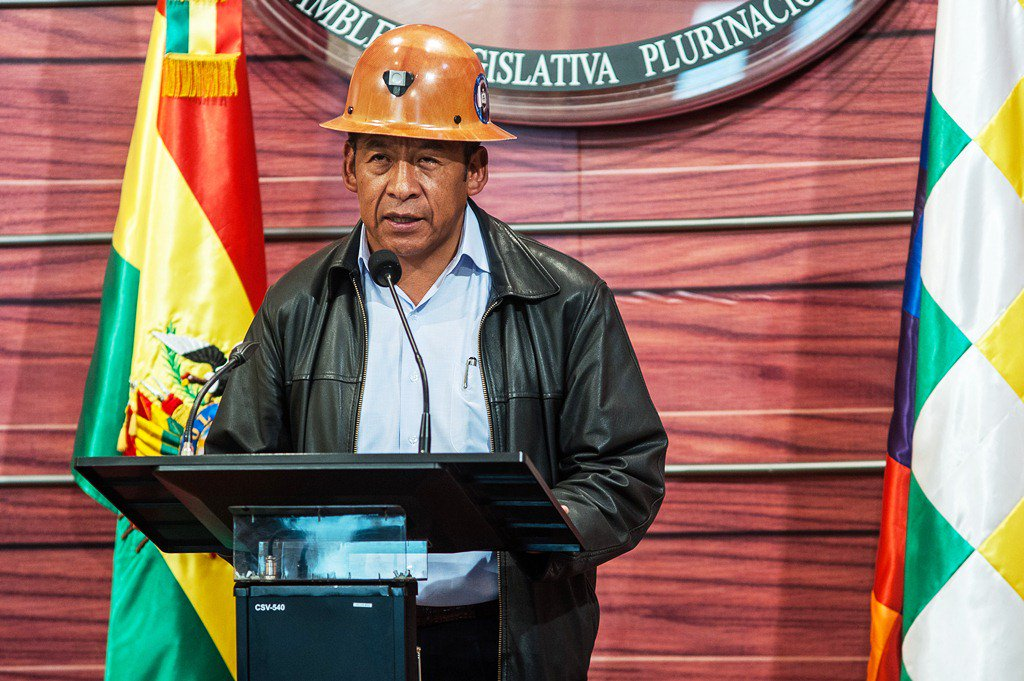
Педро Монтес выступает на пресс-конференции в качестве сенатора, 2015 год

После окончания срока полномочий на посту главы COB Монтес вернулся в Уануни, откуда в 2013 году повёл борьбу за пост генерального секретаря ведущего профсоюза отрасли: Смешанного синдиката горняков Уануни. Его фронт, Революционная бригада профсоюзного единства, одержал убедительную победу, набрав более 60 % голосов от примерно 4000 членов профсоюза. 31 октября на церемонии в присутствии президента Моралеса, Монтес принёс присягу с поднятым левым кулаком — символический жест, отличающий в современной Боливии сторонников Движения к социализму.
Годовое пребывание Монтеса в должности было сосредоточено вокруг кампании по всеобщим выборам 2014 года, в течение которых COB и входящие в него организации активно обсуждали, стоит ли участвовать в гонке независимо или поддержать заявку Моралеса на переизбрание. В конечном итоге организация отложила предыдущие планы по созданию собственной Рабочей партии, решив вместо этого присоединиться к кампании MAS в обмен на представительство в парламентских списках партии. В январе горняки Уануни подписали собственный электоральный союз с MAS, благодаря которому Монтес был включен в список партии в качестве кандидата на место в Сенате от Оруро. Несмотря на его относительно низкое место — третье из четырёх доступных — Монтес прошёл благодаря убедительной победе MAS в департаменте, которая предоставила партии контроль над всеми местами от Оруро в Сенате.

### Работа в Сенате
В качестве сенатора Монтес играл заметную роль во внутренней структуре MAS. Он занимал пост лидера фракции партии в Палате сенаторов в течение первых трёх из шести лет своего срока. По завершении своего третьего срока во главе фракции в 2019 году Монтес рассчитывал избраться президентом (председателем) Сената на последний год его полномочий, но вместо него на пост избрали его однопартийку Адриану Сальватьерру.
После падения правительства Моралеса в том же году Монтес был избран в состав воссозданного руководства Сената, где он занимал должность первого вице-президента. На фоне внутреннего недовольства более примирительной позицией президента Сената Эвы Копы по отношению к временному правительству Жанин Аньес некоторые сторонники MAS предлагали заменить её на Монтеса. В конечном итоге, однако, Копа в начале 2020 года была утверждена в качестве главы Сената, тогда как Монтеса на посту её первого заместителя сменил сенатор Омар Агилар.
Монтес не был выдвинут на переизбрание ни в 2019 году, ни на повторных всеобщих выборах 2020 года. Тем не менее, в конце своего срока он остался в парламенте Боливии, где продолжал выполнять государственные функции в качестве второстепенного чиновника до 2021 года.

## Идеология и личная жизнь

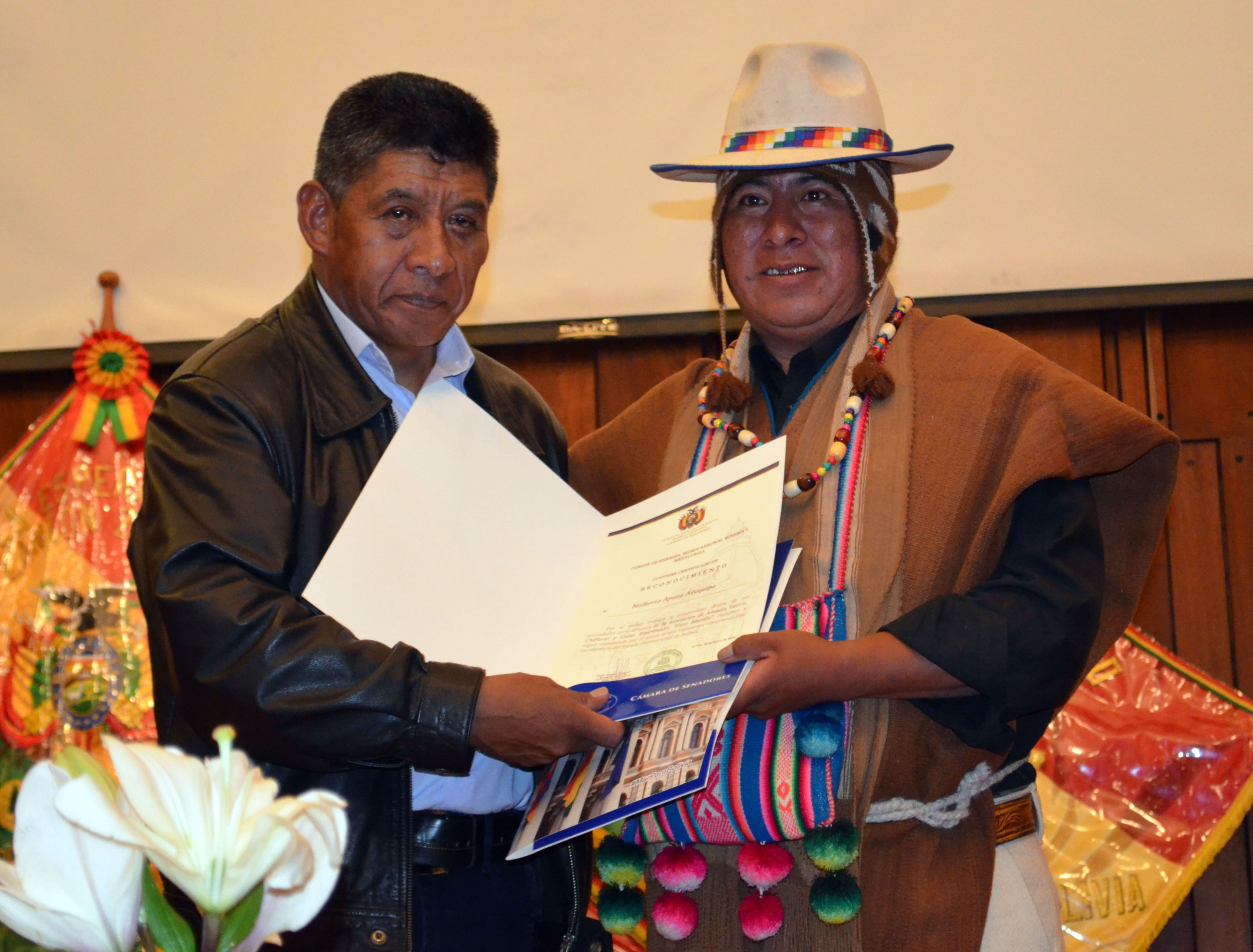
Монтес вручает почётную грамоту лидеру коренного населения.

Монтес принадлежит ко второму поколению лидеров COB, идеологически сформировавшихся под влиянием первого, ведущих профсоюзных активистов того времени, как-то: Филемон Эскобар, Хуан Лечин, Виктор Лопес, Эдгар Рамирес, Симон Рейес и Оскар Салас. В юности Монтес был членом Революционной рабочей партии Гильермо Лоры. Хотя он и дистанцировался от неё к моменту своего вступления на пост лидера Болийского рабочего центра, он, тем не менее, сохранил «троцкистские принципы» со времён членства в партии.
Во время своего пребывания на посту главы COB Монтес также участвовал в организации спортивных состязаний для работников. В 2010 году он был избран президентом совета директоров Клуба 31 октября — Уануни. Команда, позже переименованная в Клуб горнодобывающей комапнии Уануни, представляет около 5000 горняков, работающих в Боливийской горнодобывающей корпорации.